# Acunaeanthus
Acunaeanthus, monotipski biljni rod grmova ili drveća iz porodice broćevki. Jedina vrsta je A. tinifolius, endem s Kube.